# Deutsche Jugend (Zeitschrift)
Deutsche Jugend (Eigenschreibweise: deutsche jugend) ist eine Zeitschrift für die Jugendarbeit und wird vom Juventa-Verlag herausgegeben. Sie ist nicht identisch mit der Zeitschrift Deutsche Jugend, die von 1873 bis 1885 im Verlag von Alphons Dürr in Leipzig erschienen ist.
Das erste Heft der Deutschen Jugend erschien im April 1953. Die Zeitschrift erscheint heute monatlich, d. h. jährlich in 10 Monaten als Einzelheft sowie einmal als Doppelheft.
Inhaltlich thematisiert sie Ereignisse und Entwicklungen in der Jugendpolitik, Jugendarbeit und Jugendhilfe; die Autoren verstehen sich als Ideengeber für die Praxis, sie diskutieren Theorien und Konzepte und nehmen Stellung zu aktuellen Problemen. Verantwortlicher Redakteur der Zeitschrift ist Gerd Brenner.

## Weblink
- Deutsche Jugend auf der Internetpräsenz der Beltz-Verlagsgruppe